# Баракуда смугаста
Баракуда смугаста (Sphyraena jello) — це вид баракуд, що зустрічається в Індо-Тихоокеанському регіоні. Його загальна назва походить від темних поміток уздовж боків.

## Морфологія та біологія
На сріблястому тілі баракуди смугастої вздовж тіла риби розташовано приблизно 20 хвилястих смуг разом із темними мітками. Ці темні плями вицвітають при збереженні. Хвостовий плавник жовтого кольору. Було показано, що Sphyraena jello харчується після того, як випускає свої гонади для нересту. Це звільнення створює простір для шлунка, щоб збільшити його здатність до відповідного годування. Sphyraena jello нереститься в Перській затоці в жовтні та листопаді.

## Поширення та середовище проживання
Баракуду смугасту можна зустріти в багатьох місцях по всьому Тихому океану. Зазвичай риб можна знайти в зграях, які плавають у тропічних водах Тихого океану, особливо навколо коралових рифів. Проте вночі баракуда починає полювати. Цих риб можна зустріти на багатьох глибинах від 2 до 200 метрів.